# Prelatura territoriale di Mixes
La prelatura territoriale di Mixes (in latino Praelatura Territorialis Mixepolitana) è una sede della Chiesa cattolica in Messico suffraganea dell'arcidiocesi di Antequera. Nel 2021 contava 144.650 battezzati su 164.385 abitanti. È retta dal vescovo Salvador Cleofás Murguía Medina, S.D.B.

## Territorio
La prelatura territoriale comprende una parte dello stato messicano di Oaxaca, abitata dal popolo Mixe.
Sede prelatizia è la città di San Pedro y San Pablo Ayutla, dove si trova la cattedrale dei Santi Pietro e Paolo.
Il territorio si estende su una superficie di 10.000 km² ed è suddiviso in 21 parrocchie.

## Storia
La prelatura territoriale è stata eretta il 21 dicembre 1964 con la bolla Sunt in Ecclesia di papa Paolo VI, ricavandone il territorio dalla diocesi di Tehuantepec.
Il 14 gennaio 1995, con la lettera apostolica Fideles Praelaturae, papa Giovanni Paolo II ha confermato la Beata Maria Vergine, venerata con il titolo di «Aiuto dei Cristiani», patrona della prelatura territoriale.

## Cronotassi dei vescovi
Si omettono i periodi di sede vacante non superiori ai 2 anni o non storicamente accertati.
- Sede vacante (1964-1970)

- Braulio Sánchez Fuentes, S.D.B. † (14 gennaio 1970 - 16 dicembre 2000 ritirato)
- Luis Felipe Gallardo Martín del Campo, S.D.B. (16 dicembre 2000 - 8 maggio 2006 nominato vescovo di Veracruz)
- Héctor Guerrero Córdova, S.D.B. (3 marzo 2007 - 13 giugno 2018 ritirato)
- Salvador Cleofás Murguía Medina, S.D.B., dal 13 giugno 2018

## Statistiche
La prelatura territoriale nel 2021 su una popolazione di 164.385 persone contava 144.650 battezzati, corrispondenti all'88,0% del totale.
| anno | popolazione | popolazione | popolazione | presbiteri | presbiteri | presbiteri | presbiteri                | diaconi | religiosi | religiosi | parrocchie |
| anno | battezzati  | totale      | %           | numero     | secolari   | regolari   | battezzati per presbitero | diaconi | uomini    | donne     | parrocchie |
| ---- | ----------- | ----------- | ----------- | ---------- | ---------- | ---------- | ------------------------- | ------- | --------- | --------- | ---------- |
| 1965 | 80.870      | 86.519      | 93,5        | 9          |            | 9          | 8.985                     |         | 15        | 5         | 8          |
| 1968 | 85.000      | 89.000      | 95,5        | 14         |            | 14         | 6.071                     |         | 15        | 9         | 7          |
| 1976 | 93.500      | 96.500      | 96,9        | 19         |            | 19         | 4.921                     |         | 22        | 29        | 9          |
| 1980 | 98.100      | 101.200     | 96,9        | 19         | 1          | 18         | 5.163                     |         | 19        | 32        | 11         |
| 1990 | 116.000     | 126.000     | 92,1        | 26         | 3          | 23         | 4.461                     | 10      | 28        | 27        | 13         |
| 1999 | 188.400     | 196.200     | 96,0        | 26         | 5          | 21         | 7.246                     | 19      | 27        | 32        | 16         |
| 2000 | 191.400     | 195.700     | 97,8        | 26         | 5          | 21         | 7.361                     | 19      | 28        | 33        | 16         |
| 2001 | 195.000     | 200.000     | 97,5        | 29         | 5          | 24         | 6.724                     | 19      | 31        | 30        | 16         |
| 2002 | 190.000     | 200.000     | 95,0        | 31         | 6          | 25         | 6.129                     | 17      | 29        | 44        | 17         |
| 2003 | 128.000     | 149.000     | 85,9        | 31         | 7          | 24         | 4.129                     | 17      | 28        | 42        | 16         |
| 2004 | 128.000     | 149.000     | 85,9        | 33         | 9          | 24         | 3.878                     | 16      | 27        | 42        | 16         |
| 2013 | 142.100     | 170.000     | 83,6        | 39         | 14         | 25         | 3.643                     | 18      | 31        | 37        | 18         |
| 2016 | 128.586     | 163.168     | 78,8        | 34         | 12         | 22         | 3.781                     | 15      | 25        | 40        | 21         |
| 2019 | 134.501     | 164.599     | 81,7        | 32         | 13         | 19         | 4.203                     | 15      | 21        | 39        | 20         |
| 2021 | 144.650     | 164.385     | 88,0        | 36         | 17         | 19         | 4.018                     | 14      | 21        | 41        | 21         |